# Avenue Greene
L'avenue Greene est une voie de Montréal.

## Situation et accès
Cette avenue est l'une des principales rues commerciales de Westmount, situé à l'extrémité ouest du centre-ville. 
Elle commence au sud-est dans les environs du canal de Lachine, près du marché Atwater, dans l'arrondissement montréalais du Sud-Ouest. Elle se termine au nord-ouest en rencontrant la rue Sherbrooke, où elle prend le nom de Mount Pleasant.
La section entre la rue Sainte-Catherine et la rue Sherbrooke est connue pour ses magasins, restaurants et antiquaires huppés. Elle revêt un cachet typiquement anglais avec ses arrangements floraux.

## Origine du nom
Elle porte ce nom car elle traversait les terrains de G. A. Greene.

## Historique
Cette rue commerciale  a pris sa dénomination actuelle en 1881. 

## Bâtiments remarquables et lieux de mémoire

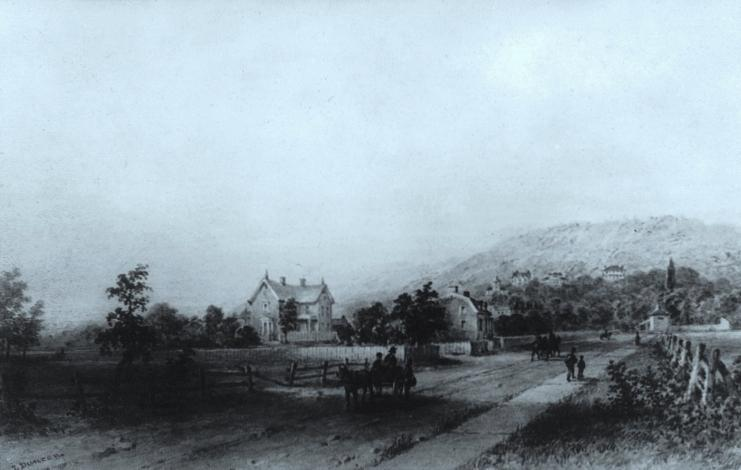
Avenue Greene, Westmount, 1872, peinture de James Duncan
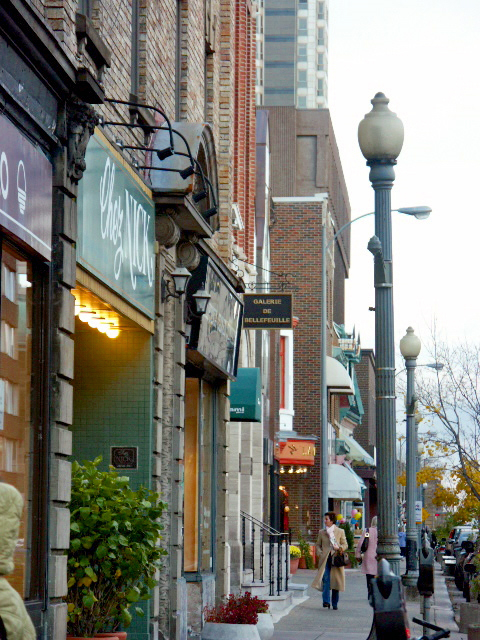
Avenue Greene, vue du côté est

## Source
- Ville de Montréal, Les rues de Montréal, Répertoire historique, Montréal, Méridien, 1995, p. 209